# Kleistau
Kleistau ist ein Ortsteil der Gemeinde Dähre im Altmarkkreis Salzwedel in Sachsen-Anhalt.

## Geographie
Das Rundplatzdorf Kleistau liegt in der Altmark, drei Kilometer nordwestlich von Dähre am Grabower Graben, der in die Salzwedeler Dumme mündet.

## Geschichte

### Mittelalter bis Neuzeit
Im Jahre 1443 wird das Dorf als villa Klestene in einer Urkunde erwähnt, in der Bischofs Johann von Verden der Propstei Dähre ihre Besitzungen bestätigt. Weitere Nennungen sind 1456 Clestowe, 1477 Clestou, 1487 schlestow und 1687 Clestow, Kleistow.
Das Dorf gehörte vor 1477 den von dem Knesebeck der Herrschaft Langenapel. Nach Teilungen in der Familie im Jahre 1608 gehörte es in Teilen von dem Knesebeck zu Langenapel und von dem Knesebeck zu Wittingen. Im Jahre 1686 gehörte das Dorf der Herrschaft Langenapel.
Am 3. Oktober 1961 wurde eine Familie aus Kleistau in eine andere Gegend im Bezirk Magdeburg zwangsausgesiedelt. Das geschah auch in vielen Nachbardörfern im damaligen Grenzgebiet.

### Herkunft des Ortsnamens
Heinrich Sültmann erkennt eine slawische Herkunft des Namens und meint, er könnte abgeleitet werden von „klist, kleist, kleitsch“ für „Zeche, Holzbock“ oder von „klet, kleitz, clitzie“ für „Wachholder, Knieholz“. Er übersetzt zu „Zechennest oder Wachholdernest“. Zeche ist eine andere Bezeichnung für das Insekt Zecke. 
Aleksander Brückner erkennt im Ortsnamen das altslavische Wort „klêšta“ für „Zange“.

### Eingemeindungen
Kleistau gehörte ursprünglich zum Salzwedelischen Kreis der Mark Brandenburg in der Altmark. Von 1807 bis 1813 lag es im Kanton Diesdorf auf dem Territorium des napoleonischen Königreichs Westphalen. Nach weiteren Änderungen kam es 1816 in den Kreis Salzwedel, den späteren Landkreis Salzwedel im Regierungsbezirk Magdeburg in der Provinz Sachsen in Preußen.
Am 1. April 1939 wurde die Gemeinde Kleistau in die Gemeinde Dähre eingegliedert.

### Einwohnerentwicklung
| Jahr | Einwohner |
| ---- | --------- |
| 1734 | 20        |
| 1774 | 45        |
| 1789 | 42        |
| 1798 | 38        |
| 1801 | 37        |
| 1818 | 49        |

| Jahr | Einwohner |
| ---- | --------- |
| 1840 | 51        |
| 1864 | 48        |
| 1871 | 55        |
| 1885 | 53        |
| 1892 | [00]49    |
| 1895 | 49        |

| Jahr | Einwohner |
| ---- | --------- |
| 1900 | [00]44    |
| 1905 | 47        |
| 1910 | [00]41    |
| 1925 | 53        |
| 2015 | [00]25    |
| 2018 | [00]22    |

| Jahr | Einwohner |
| ---- | --------- |
| 2020 | [00]23    |
| 2021 | [00]23    |
| 2022 | [00]23    |
| 2023 | [0]23     |

Quelle, wenn nicht angegeben, bis 1925:

## Religion
Die evangelischen Christen aus Kleistau gehören zur Kirchengemeinde Dähre, die zur Pfarrei Dähre gehörte und heute betreut wird vom Pfarrbereich Osterwohle-Dähre im Kirchenkreis Salzwedel im Bischofssprengel Magdeburg der Evangelischen Kirche in Mitteldeutschland.

## Kultur und Sehenswürdigkeiten
Ein Wirtschaftshof steht unter Denkmalschutz.